# 聖安東尼奧谷 (加利福尼亞州)
聖安東尼奧谷（英語：San Antonio Valley）是位於美國加利福尼亞州聖塔克拉拉縣的一個非建制地區。該地的面積和人口皆未知。

## 地理
聖安東尼奧谷的座標為37°23′15″N 121°29′23″W / 37.38750°N 121.48972°W，而該地的平均海拔高度為650米（即2133英尺）。